# Bobrowniki (województwo śląskie)
Bobrowniki (niem. Bobrownik)  – wieś w Polsce, położona w województwie śląskim, w powiecie będzińskim, w gminie Bobrowniki.
Zachodnia granica Bobrownik – z Piekarami Śląskimi, oparta na Brynicy – stanowi historyczną granicę Zagłębia Dąbrowskiego ze Śląskiem.
Oficjalna data założenia wsi to rok 1273. Jednak wieś istniała od około 1057 roku.

## Etymologia
Miejscowość ma metrykę średniowieczną i jest notowana od XIII wieku. Wymieniona w 1277 jako Villarum Bobrovnyk, 1443 Bobrowniky, 1787 Bobrowniki.
Nazwa „Bobrowniki” pochodzi od roli służebnej mieszkańców tej wsi. Byli oni hodowcami bobrów, inaczej „bobrownikami” (w l.p „bobrownik”). Królewski Rezerwat Bobrów rozciągał się od Brynicy aż po Czarną Przemszę, był on pod opieką mieszkańców Bobrownik.
Dla odróżnienia wsi od miejscowości Bobrowniki znajdującej się w nieodległych Tarnowskich Górach czasem stosowana jest nazwa Bobrowniki Będzińskie.
| SIMC    | Nazwa     | Rodzaj    |
| ------- | --------- | --------- |
| 0212506 | Namiarki  | część wsi |
| 0212512 | Pustkowie | część wsi |

## Historia

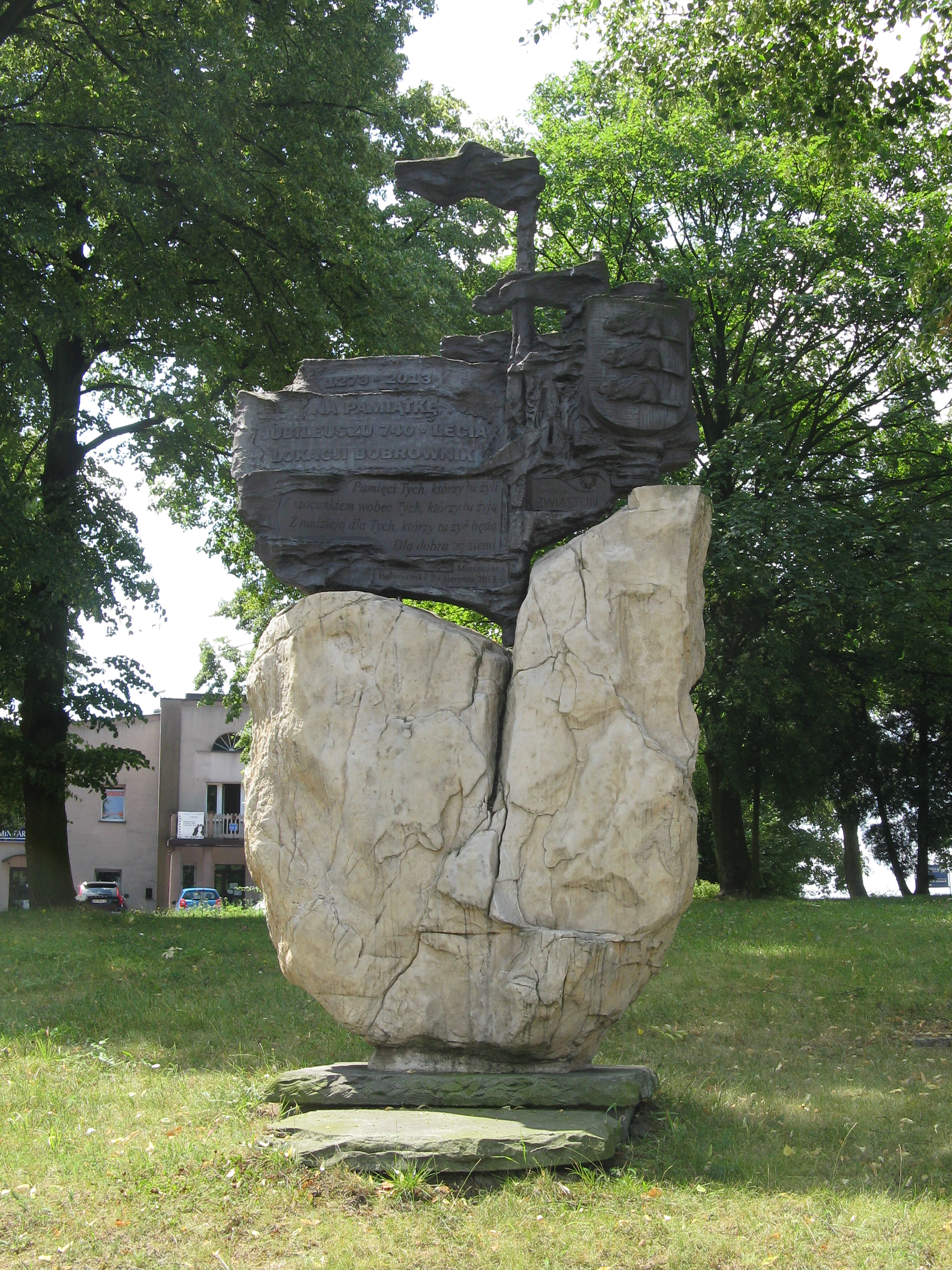
Pomnik wzniesiony z okazji 740. rocznicy lokacji Bobrownik

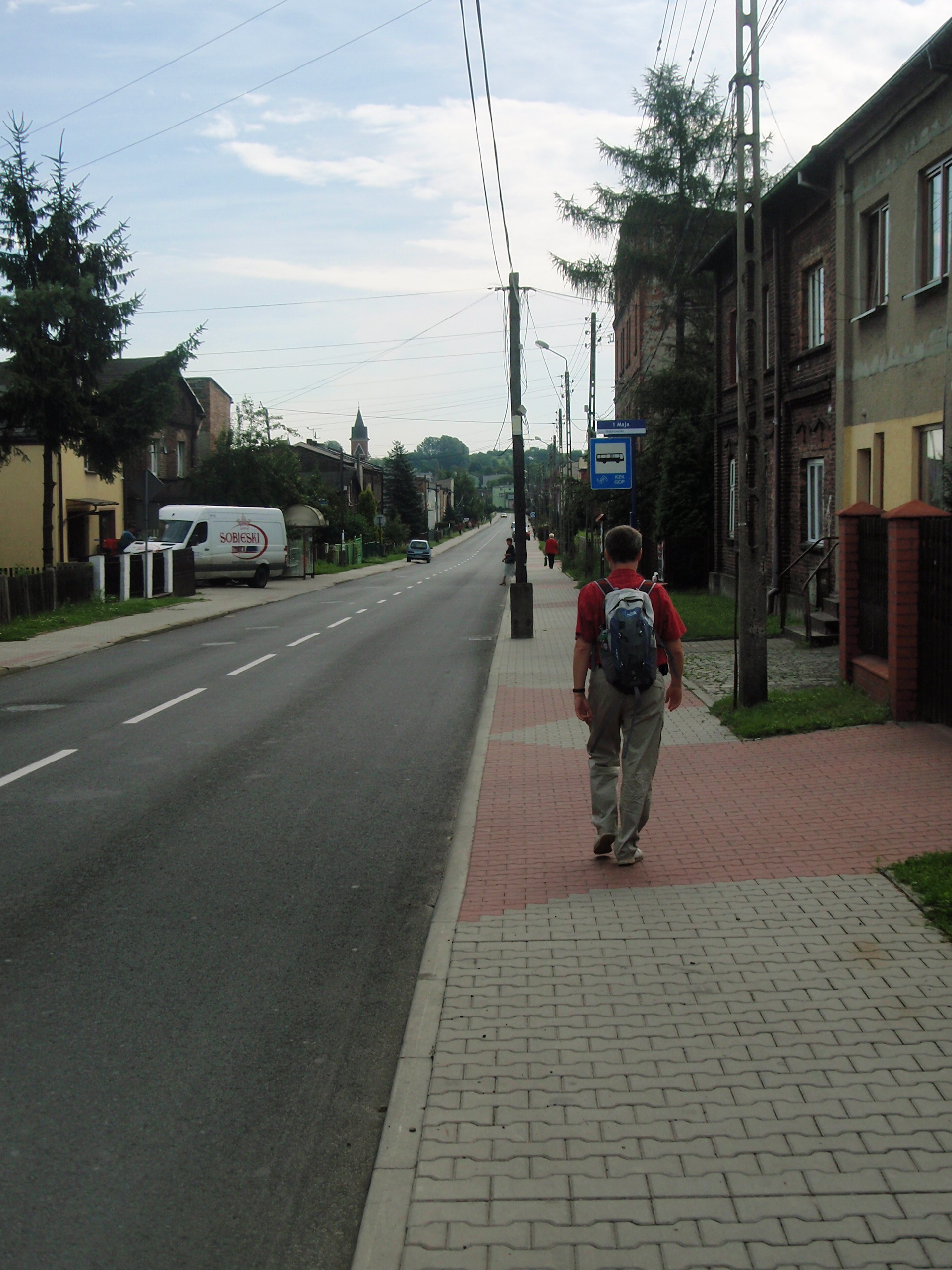
Ulica 1 Maja (2012)

Bobrowniki to wieś o bardzo ciekawej i barwnej historii, do jej ważniejszych dat należą:
- 1273 - lokacja wsi,
- 1669 - utworzenie kaplicy św. Wawrzyńca
- 1864 - utworzenie gminy Bobrowniki.

Nazwa wskazuje, że mieszkańcy osady spełniali funkcje hodowców, dozorców i łowców bobrów, będących własnością księcia względnie króla.
Początki wioski mogą sięgać XI wieku, ale niewykluczone, że mogła ona istnieć znacznie wcześniej jako osada patronimiczna, gmina, którą po powstaniu grodu w sąsiedztwie (grodem tym mógł być Bytom, Siewierz względnie Będzin), wyznaczono z woli księcia do spełniania obowiązku hodowli bobrów.
Do połowy XIV wieku książęcy rezerwat bobrowy na Brynicy będący pod opieką mieszkańców Bobrownik sięgał od Milowic aż po jezioro Biesowe (pod Niezdarę). W późniejszych czasach obejmował wody Brynicy od młyna Opara (w pobliżu Żychcic) do jeziora Biesowego.
Pierwsze wiadomości historyczne o Bobrownikach pochodzą z roku 1277. W tym właśnie czasie została utworzona w Kamieniu (wioska leżąca na południe od Bobrownik na prawym brzegu Brynicy) parafia i wzniesiono kościół pw. św. Piotra i Pawła. Za zezwoleniem Hermana, kanonika katedralnego krakowskiego, plebana bytomskiego a zarazem rektora kościoła św. Małgorzaty w Bytomiu, Bobrowniki zostały wydzielone z tejże parafii i przydzielone do nowej parafii w Kamieniu.
W roku 1442 (1443) wioska na mocy dokumentu kupna – sprzedaży zawartego między Zbigniewem Oleśnickim, biskupem krakowskim a Wacławem Cieszyńskim weszła w skład księstwa siewierskiego.
Kiedy wioska przeszła w ręce prywatne i czy w ogóle przed rokiem 1790 była własnością prywatną, trudno sądzić. Długosz nie zna właścicieli Bobrownik, inwentarze księstwa siewierskiego z roku 1667 również o nich nie wspominają. Dopiero u schyłku XVIII wieku i w pierwszej połowie XIX wieku dowiadujemy się o istnieniu dworu w wiosce oraz folwarku (pozostałością po nim był spichlerz przerobiony później na siedzibę gminy). Z tych czasów znani są jako właściciele (a może tylko dzierżawcy) Kubiczek, Melchior Karsch, Jan Franciszek Ciapierzyński.
Po powstaniu styczniowym, które w tej okolicy organizował ks. Stanisław Szenkiewicz, wikariusz z Siemoni wraz z Ciapierzyńskim, majętność dworska została skonfiskowana, względnie odebrana, a następnie na mocy ukazu o uwłaszczeniu chłopów z roku 1864 rozparcelowana.
Wspomniano wyżej, iż wymienieni Kubiczek, Karsch, Ciapierzyński mogli być tylko dzierżawcami wioski. To przypuszczenie oparte jest na dowodach stwierdzających, iż wioska po roku 1831 była siedzibą Ekonomii Bobrownickiej utworzonej przez władze rosyjskie. To znów wskazywałoby, że przedtem była własnością rządową (Rzeczypospolitej przed rokiem 1790).
Do dworu należała prastara karczma, zbudowana z białego kamienia oraz trzy młyny.
W dawnych czasach ludność Bobrownik pracowała w kopalniach śląskich. Po roku 1816 i utworzeniu kordonu górniczego, ta codzienna emigracja ustała na chwilę, lecz później na nowo odżyła, tylko już w innej formie. Gdy dawniej udawano się na stronę Śląska jawnie przebywając kilka mostów, z których pozostały do dziś ślady w postaci grubych słupów, tkwiących tu i ówdzie na brzegach lub wodzie Brynicy – to później "szmuglowano się" przez granicę nocą przebywając rzekę w miejscach płytkich; z pracy wracano również nocą. Władze rosyjskie spostrzegły te nocne wędrówki, zburzyły mosty, zwiększyły liczebność straży przygranicznej i wyznaczyły tylko jeden punkt przejścia.
Nieobce było również mieszkańcom Bobrownik górnictwo miejscowe. Trudno stwierdzić, kiedy się ono rozpoczęło. Za czasów górnictwa rządowego i byłego Banku Polskiego (1816-1842) istniały w Bobrownikach dwie kopalnie rudy żelaznej, jedna galmanu i jedna płuczka galmanu. Obie kopalnie były własnością rządu. Jaka była ich produkcja – nie wiadomo. Za czasów górnictwa owych lat powstała między rzeką Brynicą a Jaworznikiem w roku 1824 kopalnia galmanu "Herkules", która była czynna do roku 1829 i zatrudniała 20 robotników. W tym właśnie okresie wioska liczyła 98 domostw i 489 mieszkańców, a w roku 1880 liczba domów wynosiła 176, w tym 11 murowanych; mieszkańców zaś było 1760.
W 1848 roku utworzona została gmina w Bobrownikach, obejmująca wsie: Bobrowniki, Sączów, Siemonia, Żychcice, Wojkowice Komorne, Strzyżowice, Psary i Łagiszę. Pierwszym wójtem tej nowej gminy był Franciszek Ciapierzyński. Po ukazie carskim w 1864 roku folwark Bobrowniki został rozparcelowany na 81 pełnych osad dwunastomorgowych i 26 osad 26-morgowych, ponad 14 osad trzymorgowych zaś do ogólnego użytkowania pozostało pastwisko i osada wójta gminy, kowalska, karczemna, szkolna i kościelna jak również nieużytki.
W okresie tym powstała jedna szkoła (dwuklasowa), w której uczono w języku rosyjskim aż po 1910 rok. A w 1916 otwarto siedmioklasową. W roku 1911 założono w wiosce Ochotniczą Straż Pożarną, która istnieje do dziś. Życie mieszkańców Bobrownik zakłócił wybuch I wojny światowej: 2 sierpnia 1914 roku wojska niemieckie wtargnęły do wsi, całkowicie opuściły ją dopiero 10 listopada 1918 roku. Dopiero po zakończeniu wojny i powstań śląskich życie gospodarcze Bobrownik wróciło do normy.
Z ofiarności mieszkańców wybudowano i oddano do użytku w 1926 roku Dom Ludowy, który rozbudowano w latach 1957-1961 i dziś jest to Dom Kultury. W roku 1928 ukończono i oddano do użytku remizę strażacką. Koło Gospodyń Wiejskich założono również w roku 1928, a wznowiło ono swą działalność po dłuższej przerwie w 1945 roku. W tym okresie powstało również Kółko Rolnicze. Potrzebna była też szkoła w zamian za trzy punkty nauczania, toteż w 1938 roku rozpoczęto wznoszenie budynku lekcyjnego. Do czasu II wojny światowej wybudowano fundamenty, a po wojnie budowę ukończono i szkołę oddano do użytku w 1949 roku.
Po I wojnie światowej w skład gminy Bobrowniki wchodziły wsie: Bobrowniki, Rogoźnik, Strzyżowice, Góra Siewierska, Żychcice, Wojkowice Komorne, Kamyce. W roku 1928 do gminy dołączono wieś Dobieszowice.
W czasie kampanii wrześniowej, 1 września 1939 r. z terytorium Bobrownik został ostrzelany ogniem artyleryjskim Bytom.
W czasie II wojny światowej obowiązywała niemiecka nazwa miejscowości: Biberland. Po jej zakończeniu najpilniejszą potrzebą była budowa nowej drogi, także budowa rurociągu z uwagi na zanik wody w studniach. Jego budowę rozpoczęto w roku 1952, a oddano do użytku w 1953.

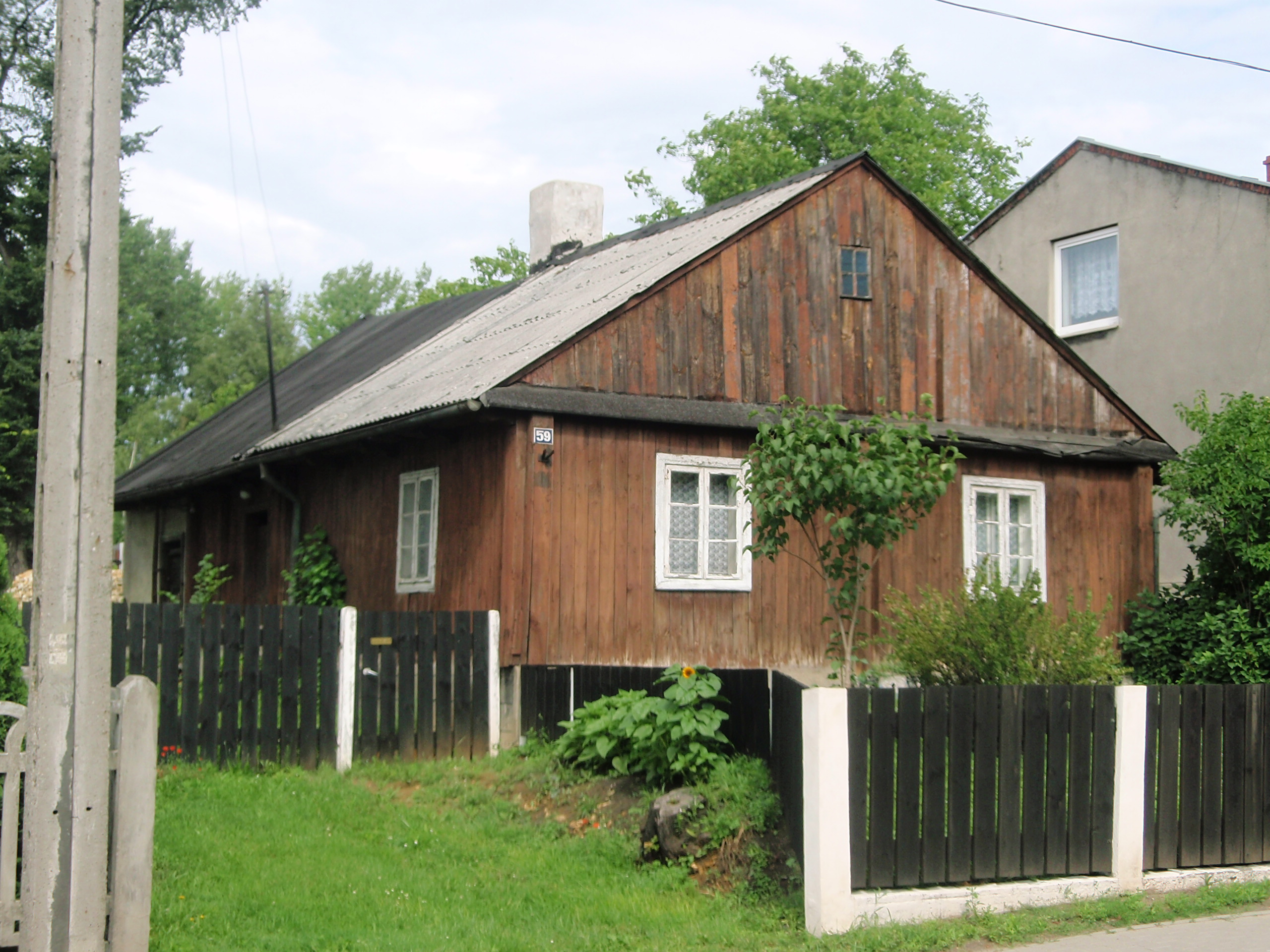
Drewniany dom przy ulicy 1 Maja (2012)

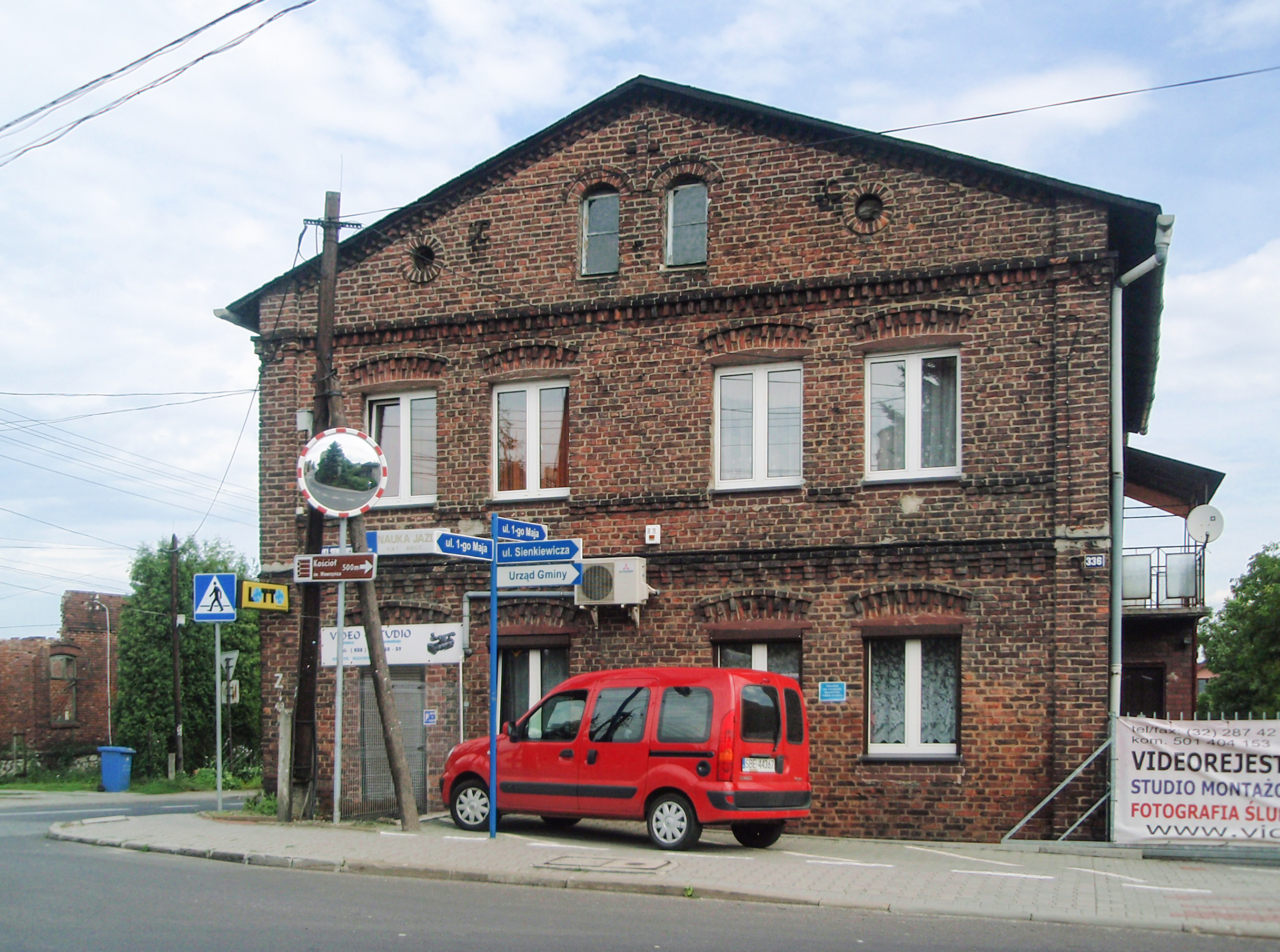
Ceglany budynek przy ulicy Henryka Sienkiewicza (2012)

Rok 1954 przyniósł nowe zmiany jakie wywołały nowe podziały administracyjne kraju. 31 grudnia 1954 roku przestały istnieć Gminne Rady Narodowe, a zaczęły funkcjonować Gromadzkie Rady Narodowe. Gminę Bobrowniki podzielono na sześć Gromadzkich Rad Narodowych: w Bobrownikach, Dobieszowicach (wraz z Wymysłowem), Rogoźniku, Żychcicach (z Kamycami), Strzyżowicach (wraz z Górą Siewierską) oraz powstała Osiedlowa Rada Narodowa w Wojkowicach.

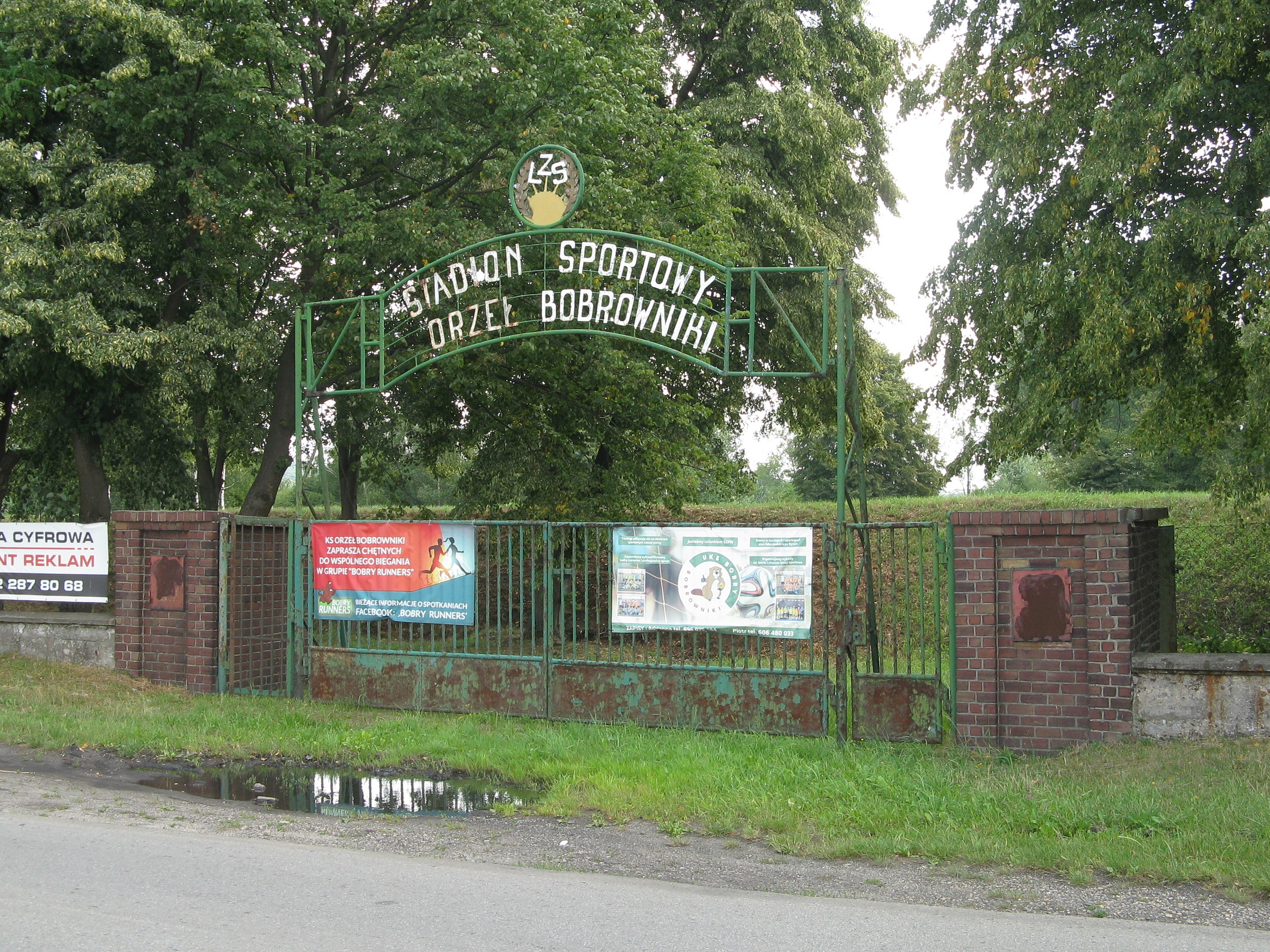
Brama stadionu KS Orzeł w Bobrownikach (2018)

W roku 1961 zaadaptowano budynek byłych koszar na przedszkole. W następnym roku rozpoczęto modernizację boiska sportowego, które oddano do użytku w roku 1969 jako Stadion Sportowy Ludowego Klubu Sportowego "Orzeł", w roku 1970 nowy pawilon sportowy. W okresie tym wybudowano też wiele nowych dróg i założono kanalizację burzową ulic. W 1971 rozpoczęto budowę Ośrodka Zdrowia, a także Domu Nauczyciela. Oba te obiekty oddano do użytku w roku 1972.
W latach 1954–1972 wieś należała i była siedzibą władz gromady Bobrowniki. W latach 1975–1998 miejscowość administracyjnie należała do województwa katowickiego.

## Obchody 735-lecia wsi Bobrowniki
W roku 2008 przypadała okrągła rocznica 735-lecia wsi Bobrowniki. Obchody tego święta nie były oficjalnie zorganizowane przez władze gminy. Jednak władze kościelne i mieszkańcy doprowadzili do remontu wież drewnianego kościoła, który jest największym symbolem miejscowości w regionie.

## Formy topograficzne
Bobrowniki położone są na Wyżynie Śląskiej. Wieś leży na kilku górkach. Ważniejsze formy topograficzne to:
- Góra Wadowskich
- Pasmo tzw. Leszcze
- Tzw. Polskie Górki

## Edukacja
W Bobrownikach znajduje się Szkoła Podstawowa im. Tadeusza Kościuszki oraz przedszkole.
Do 2001 roku istniał zespół szkół im. Ludwika Waryńskiego, w którego skład wchodziły szkoła podstawowa i gimnazjum.
Sama historia szkoły podstawowej sięga XIX wieku, kiedy to mieszkańcy postawili pierwszy jej budynek, jeszcze drewniany. Dopiero przed II wojną światową zaczęła się budowa nowej już kamiennej szkoły, jednak wojna przerwała prace, które zostały wznowione dopiero w 1947, a zakończone w 1950. W roku 2002 odbyła się renowacja boiska szkolnego, łącznie z wymianą nawierzchni i budową bieżni.

## Kultura
We wsi znajduje się Dom Kultury, w którym jest:
- Biblioteka,
- Sala bilardowa
- Siedziba gazetki gminnej
- Różne warsztaty dla dzieci i młodzieży.

Poza Domem Kultury, co jakiś czas organizowane są występy zespołu tanecznego "Bobrowczanie" na stadionie LKS Orzeł Bobrowniki, a także inne imprezy kulturalne. Raz w roku, podczas odpustu na rynku, odbywa się koncert zaproszonych zespołów muzycznych, na który jest wolny wstęp.

## Rynek
Chociaż Bobrowniki oficjalnie rynku nie posiadają, potocznie rynkiem nazywa się plac, przy którym leżą:
- Dom Kultury
- Remiza
- Budynek Starej Gminy, obecnie poczta i sołtysówka
- kilka sklepów
- piekarnia

Formą odbiega on bardzo od rynku średniowiecznego. Na placu rośnie kilka drzew, jest też parking dla samochodów, a wzdłuż chodnika rozłożone są ławeczki. Wszystko to wprowadza w nastrój małomiasteczkowy.

## Zabytki

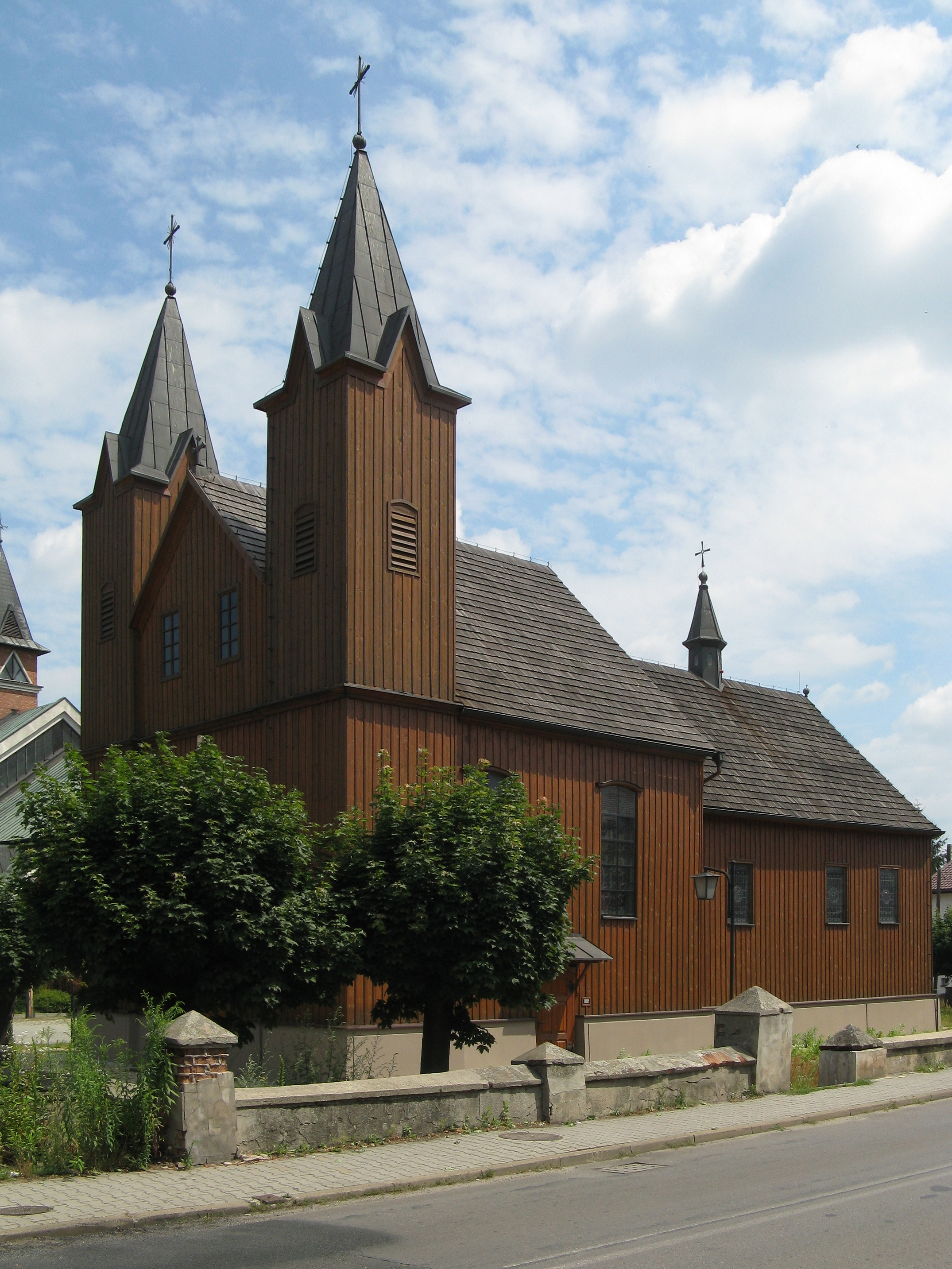
Stary kościół pw. św. Wawrzyńca (2018)

Jedynym zabytkiem wsi jest drewniany kościół pw. św. Wawrzyńca z XIX wieku.
Kościół bobrownicki jest rzadkim przykładem drewnianego kościoła dwuwieżowego. Jest on wzniesiony w konstrukcji zrębowej, posadowiony murowanym fundamencie. Ściany zewnętrzne oszalowane są deskami. Kościół jest orientowany. Dachy pokryte blachą. Kościół znajduje się na szlaku architektury drewnianej woj. śląskiego.
Wnętrze jest w stylu barokowym. W ołtarzu głównym znajduje się podwójny obraz: św. Wawrzyńca, przesuwany z drugim obrazem Matki Boskiej Łaskawej. W zwieńczeniu po bokach figury świętych Łucji i Agnieszki, w środku Baranek Boży - symbol Zmartwychwstania. Proste ołtarze boczne: z prawej strony św. Barbary, z lewej - św. Stanisława. Polichromię kościoła wykonał artysta Sokołowski w latach 1914-15, została ona odnowiona w 1953 r. W oknach znajdują się witraże, przedstawiające Czterech Ewangelistów, wykonane w 1977 r. według projektu artysty Pospieszalskiego z Częstochowy.
Ponadto w kościele znajdują się obrazy olejne: Matki Boskiej Królowej Różańca Świętego, Pana Jezusa Cierpiącego i św. Józefa z Dzieciątkiem.

## Budowle sakralne

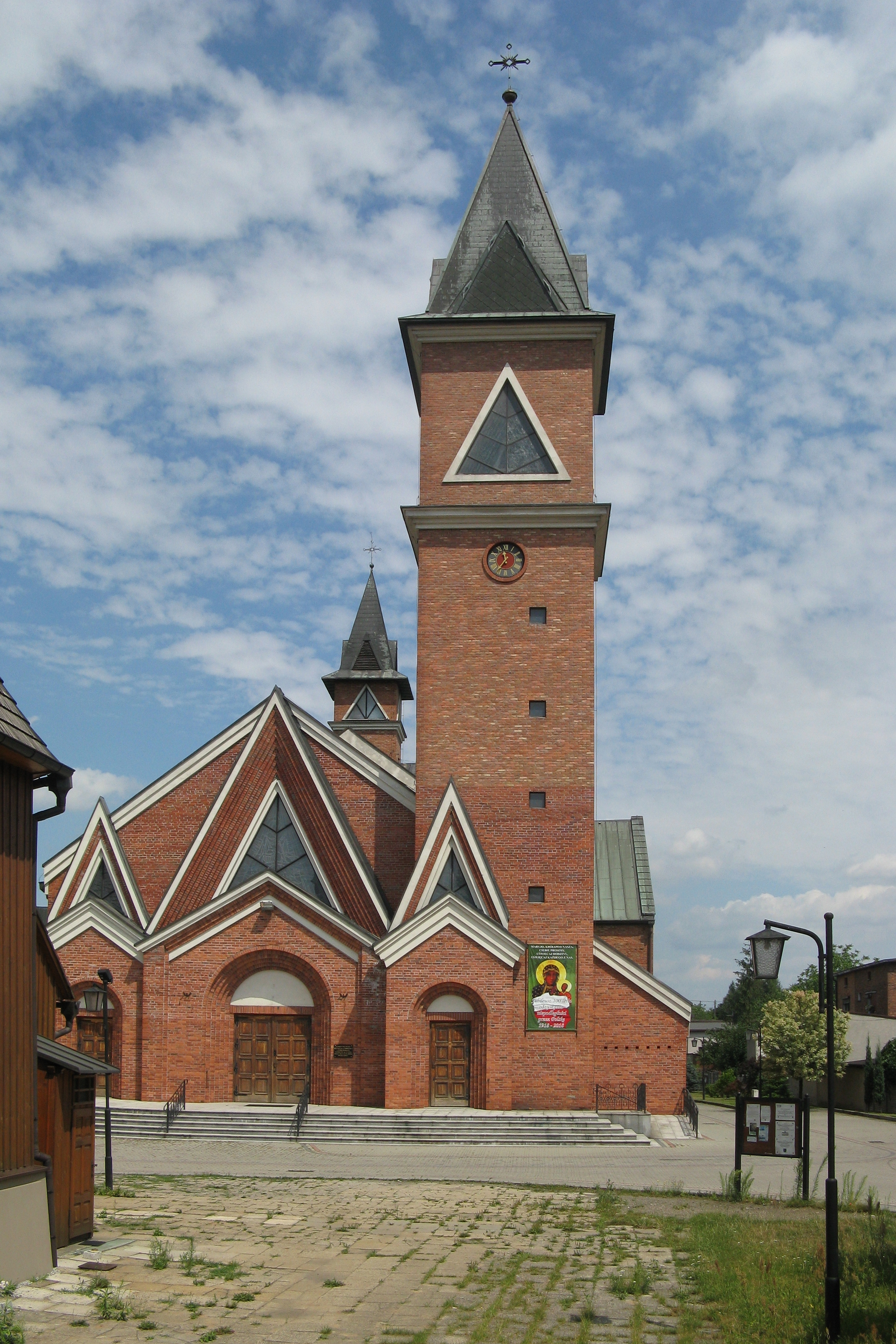
Nowy kościół pw. św. Wawrzyńca w Bobrownikach (2018)

W Bobrownikach istnieją dwa kościoły, oba pw. św. Wawrzyńca:
- stary z 2. połowy XIX wieku, od 2004 do 2013 roku nie były odprawiane w nim msze, a od 2008 roku otwarty jest dla zwiedzających,
- nowy, ukończony w 2004 roku, W wyniku wzrostu liczebności parafii, zaistniała potrzeba wybudowania nowego kościoła.

We wsi znajdują się również:
- liczne kapliczki,
- krzyże polne,
- krzyże misyjne,

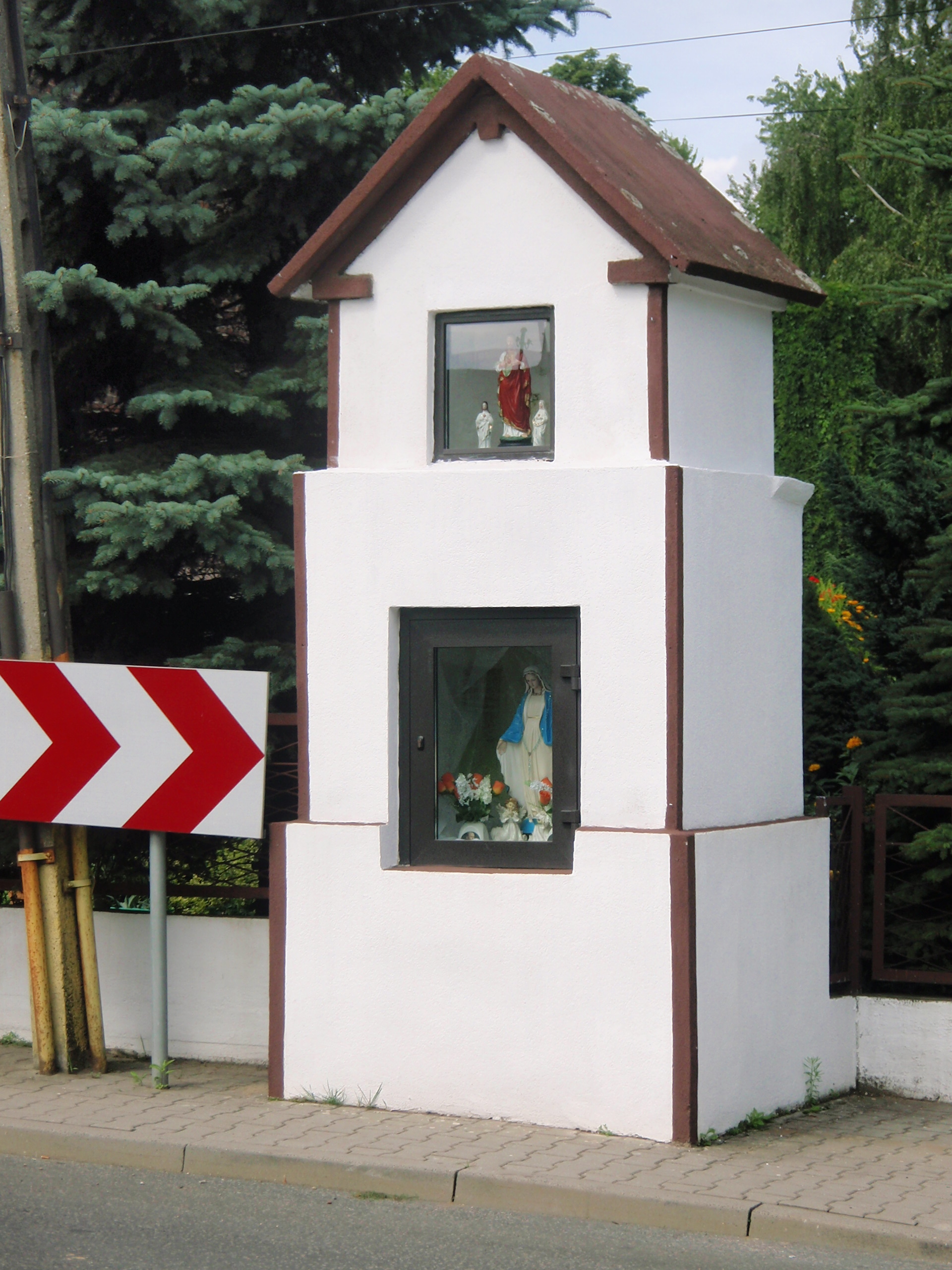
Kapliczka na skrzyżowaniu ul. 1-go maja i Sienkiewicza

- plebania (obecnie budynek prywatny).

## Wspólnoty wyznaniowe
- Kościół rzymskokatolicki:
  - Parafia św. Wawrzyńca Diakona Męczennika w Bobrownikach
- Świadkowie Jehowy:
  - zbór Dobieszowice-Bobrowniki[7]

## Miejsca warte zobaczenia
- Linia umocnień "Wzgórze 310" czyli liczne fortyfikacje na terenie wsi
- Kościół św. Wawrzyńca
- Góry Leszcze
- Polskie Górki
- Pas rzeki Brynicy stanowiący granicę Śląska z Zagłębiem Dąbrowskim
- Budynek obecnej poczty, dawniej spichlerz, wygląda jak pałac szlachecki
- Dom Kultury wybudowany w stylu socrealistycznym
- Szyb kop. Julian (wentylacyjno-podsadzkowy - zdemontowany)

## Kwestia przynależności do Zagłębia Dąbrowskiego
Powiat będziński stanowi część Zagłębia Dąbrowskiego. Dotyczy to również Bobrownik. Wcześniej na ich terenie znajdowały się kopalnie rud, głównie galmanu. W pierwszych latach XX wieku zostały zamknięte. Mieszkańcy Bobrownik od wieków pracowali w kopalniach węgla kamiennego na Śląsku i na Zagłębiu Dąbrowskim.
Inną kwestią są liczne wpływy kulturowe i językowe z sąsiedniego Śląska. Związane jest to z codzienną migracją zarobkową mieszkańców wsi do Piekar Śląskich i innych miast Górnego Śląska, w przeciwieństwie do reszty mieszkańców gminy Bobrowniki. Osobny problem stanowi historyczne powiązania z grodem bytomskim już od samych początków powstania tejże miejscowości. Warto także pamiętać, iż Bobrownik w latach 1807–1814 znajdowały się w granicy Nowego Śląska, co spowodowało jeszcze większe zamazanie się granicy kulturowej między Zagłębiem a Śląskiem w tym regionie.

## Fauna
Fauna Bobrownik jest dość zróżnicowana. Na ich terenie z łatwością można spotkać:
- Sarny
- Bażanty
- Kuropatwy

Trochę trudniej zające szaraki.
Kiedyś występowały tutaj bobry, jednak zostały wybite w XVI wieku.

## Transport

### Tranzyt
Przez Bobrowniki przebiega odcinek autostrady A1

### Lotnisko
W odległości 15 km od wsi znajduje się Port lotniczy Katowice-Pyrzowice

### Autobusy
Połączenia wewnątrz wsi i między całą gminą zapewnia komunikacja autobusowa. Usługi komunikacyjne organizowane są przez ZTM. We wsi kursuje 26 linii autobusowych (w tym jedna nocna):
- 17 (Bytom Dworzec - Siedliska)[9]
- 24 (Bytom Dworzec - Będzin Kościuszki)[10]
- 43 (Katowice Plac Wolności - Katowice Plac Wolności)[11]
- 52 (Wojkowice Fabryczna - Bytom Dworzec)[12]
- 53 (Sączów Kościół - Osiedle Wieczorka Dworzec)[13]
- 67 (Będzin Kościuszki - Będzin Kościuszki)[14]
- 85 (Bytom Dworzec - Pyrzowice Port Lotniczy)[15]
- 97 (Będzin Kościuszki - Będzin Kościuszki)[16]
- 99 (Bytom Dworzec - Będzin Kościuszki)[17]
- 103 (Wojkowice Fabryczna - Tąpkowice Szkoła)[18]
- 104 (Bytom Dworzec - Będzin Kościuszki)[19]
- 105 (Siedliska - Osiedle Wieczorka Dworzec)[20]
- 107 (Będzin Kościuszki - Sączów Kościół)[21]
- 119 (Katowice Plac Wolności - Strąków Pętla)[22]
- 170 (Sączów Kościół - Katowice Plac Wolności)[23]
- 179 (Mierzęcice Magazyny - Tarnowskie Góry Dworzec)[24]
- 200 (Będzin Kościuszki - Sączów Kościół)[25]
- 246 (Tarnowskie Góry Dworzec - Ożarowice Urząd Gminy)[26]
- 283 (Świerklaniec Park - Twardowice Remiza)[27]
- 646 (Sadowie Daleka - Tarnowskie Góry Dworzec)[28]
- 700 (Wojkowice Fabryczna - Bytom Dworzec)[29]
- 717 (Pyrzowice Port Lotniczy - Świerklaniec Park)[30]
- 721 (Będzin Kościuszki - Będzin Kościuszki)[31]
- 722 (Będzin Kościuszki - Będzin Kościuszki)[32]
- 738 (Siewierz Dom Kultury - Świerklaniec Park)[33]
- 904N (Będzin Kościuszki - Gołonóg Zajezdnia) - linia nocna[34]

### Kolej
Do 1999 roku we wsi funkcjonowała jednotorowa, zelektryfikowana, towarowa linia kolejowa. Została ona zbudowana w celu przewożenia piasku do znajdującego się w Bobrownikach szybu podsadzkowo-wentylacyjnego kopalni "Julian". Po zlikwidowaniu szybu linia kolejowa została rozebrana. W 2007 roku zdjęte zostały tory i wiadukty kolejowe. W terenie pozostały jeszcze ślady po istniejącym kiedyś torowisku i szybie.